# Albert Bausil
Albert Bausil (Castres, Tarn, Occitània, 16 de desembre de 1881 - Perpinyà, 2 de març de 1943) fou un escriptor francès. S'establí a Perpinyà com a director teatral i va fundar els diaris i revistes Le Cri Catalan el 1909 i Le Coq Catalan el 1917. Va ser autor de llibres de poesia, peces de teatre i una autobiografia novel·lada.

## Obres

### Poesia
- Primoroses et rimes roses (1905)
- La terrasse au soleil (1921)
- Poèmes d'amour et d'automne (1928)

### Narracions
- Pèl mouchí, histoire d'un petit garçon (1936)